# Stefan Schwarz (lekarz)
Stefan Schwarz (ur. 4 października 1906 w Jaśle, zm. 18 czerwca 1993 w Krakowie) – polski lekarz ginekolog i położnik, żołnierz kampanii wrześniowej, wykładowca tajnego Uniwersytetu Jagiellońskiego, nestor polskiej ginekologii.
Syn doktora praw, Adolfa i Stanisławy Ramułt, w polskiej rodzinie, wywodzącej się od przybyłego z Austrii inżyniera do powstającego zagłębia naftowego.

## Czasy młodzieńcze
Jako student praktykował na oddziale chirurgicznym Szpitala Bonifratrów w Krakowie. Po promocji odbył praktykę na oddziale chirurgicznym oraz na oddziale chorób wewnętrznych tegoż szpitala. Następnie przeszedł do Kliniki Ginekologiczno-Położniczej UJ. W tym czasie rozpoczął pracę naukową wydając drukiem „Zapalenie wyrostka robaczkowego w ciąży, porodzie i połogu". Jego promotorem był medyk sądowy dziekan prof. Leon Wacholz.
W kwietniu 1932 r. przeszedł na Oddział III Położniczo-Ginekologiczny Szpitala św. Łazarza w Krakowie. W 1935 został mianowany asystentem tego Oddziału. W tym samym roku wyjechał do Berlina, gdzie przebywał w I Klinice Ginekologicznej prof. Waltera Stoeckla. W  1938 objął stanowisko pierwszego asystenta i zastępcy Oddziału III Szpitala św. Łazarza. W tym okresie ogłosił 7 prac naukowych, które oprócz publikacji były wygłaszane na zjazdach naukowych w Krakowie, Poznaniu i Lwowie.

## Okupacja
Po wybuchu wojny udał się wraz z grupą lekarzy do Zamościa i Lublina, gdzie pracował w punkcie opatrunkowym dla uciekinierów, zorganizowanym w gmachu Katolickiego Uniwersytetu Lubelskiego. W dniu 18 września, w trakcie trwającej kilkadziesiąt godzin obrony Lublina, prof. Schwarz pełnił funkcję lekarza na linii bojowej.
Po ucieczce z niewoli powrócił do Krakowa, gdzie przejął swe dawne czynności adiunkta Oddziału Ginekologiczno-Położniczego. Gdy kierownictwo szpitala przejął niemiecki profesor Walter Schaefer, prof. Schwarz zwrócił się do członków tajnego Uniwersytetu Jagiellońskiego z prośbą o wskazówki. Ci nakazali mu w interesie polskich chorych przyjąć oferowane przez dyrekcję okupacyjną stanowisko Oberarzta III Oddziału i Kliniki Ginekologiczno-Położniczej UJ. Profesor pełnił tę funkcję do 1943 r. w bardzo trudnych warunkach: wielokrotnie odmawiał przyjęcia obywatelstwa niemieckiego, operował i leczył w getcie krakowskim i tarnowskim, współpracował z konspiracyjnymi organizacjami. Dzięki pełnionej funkcji nie tylko pomagał polskim chorym, ale także kształcił polską kadrę lekarską. Niezwykłą ofiarność, poświęcenie i odwagę profesora obrazuje choćby fakt, iż na terenie Kliniki leczył 75 Żydówek, wiele z nich operując. Na drzwiach sal, w których leżały, wywieszony był napis „Achtung Tyfus”, który trzymał hitlerowców z dala.
W dniu 3 lutego 1943 roku profesor został aresztowany i osadzony w więzieniu na Montelupich, a następnie w więzieniu śledczym niemieckiego sądu specjalnego pod zarzutem przekroczenia kompetencji lekarza-Polaka. Po wyjściu z więzienia nie wrócił do pracy w szpitalu z powodu ciężkiej, wielomiesięcznej choroby.

## Okres powojenny
W 1947 r. został mianowany ordynatorem Oddziału III, a następnie został powołany przez rektora UJ, prof. Teodora Marchlewskiego, do pełnienia obowiązków kierownika Katedry i Kliniki Położnictwa i Chorób Kobiecych Wydziału Lekarskiego UJ. W grudniu 1953 roku został mianowany profesorem nadzwyczajnym położnictwa i chorób kobiecych. Rok później objął stanowisko kierownika Katedry i Kliniki Położnictwa i Chorób Kobiecych Akademii Medycznej w Krakowie, które to obowiązki pełnił do 30 września 1969 roku. Powołano wtedy Instytut Ginekologii i Położnictwa, w którym kierował Kliniką Ginekologiczną i pełnił funkcję przewodniczącego Rady Instytutu do 1978 r. W latach 1957 – 1960 był przewodniczącym Polskiego Towarzystwa Ginekologicznego. W latach 1950–1965 był obierany wielokrotnie na przewodniczącego krakowskiego oddziału Polskiego Towarzystwa Ginekologicznego, a następnie został członkiem honorowym tegoż Towarzystwa.
Ukoronowaniem pracy akademickiej profesora był wybór na dziekana Wydziału Lekarskiego AM w latach 1958-1960. W tym okresie został odznaczony Krzyżem Kawalerskim Orderu Odrodzenia Polski. W 1955 otrzymał Medal 10-lecia Polski Ludowej.
Prof. Schwarz wygłaszał referaty na zjazdach i konferencjach w całej Europie. Aby uzupełnić swoje umiejętności kształcił się w najlepszych europejskich klinikach (Karlsruhe, Frankfurt a.M., Wiesbaden, Wiedeń). W 1983 r. pojechał jako gość honorowy do Wiesbaden, gdzie odbywało się sympozjum ze znacznym udziałem uczniów prof. Schwarza.
Pochowany na cmentarzu Rakowickim w Krakowie.

## Dorobek naukowy
Stefan Schwarz jest autorem 62 publikacji, m.in. dotyczących reformowania chirurgii ginekologicznej przez zastosowanie nowych metod leczniczych i operacyjnych. Był też autorem publikacji z zakresu medycyny pracy i deontologii. Znaczną część dorobku stanowią opinie sądowo-medyczne pisane w trakcie 30. lat pracy.
Ważnym dorobkiem S. Schwarza jest wykształcenie i wychowanie licznej kadry lekarskiej, w tym 5 profesorów, 45 doktorów i 13 docentów. Wychowankowie profesora obejmowali ordynatury oddziałów ginekologicznych na terenie całej Polski, a także Austrii, Niemiec, USA i Szwajcarii.